# Pan, amor y sueños
Pan, amor y sueños (en hangul, 제빵왕 김탁구; en hanja, 製빵王 金卓求; romanización revisada, Jeppangwang Gimtaggu; McCune-Reischauer, Cheppangwang Kimt'akku; Yale, Ceyppangwang Kimthakkwu), es una serie de televisión surcoreana emitida por KBS 2TV desde el 6 de junio, hasta el 16 de septiembre de 2010. La historia de la serie toma lugar desde 1970 hasta 1990, épocas de crecimiento de un joven llamado Kim Tak Gu, que se convierte en el mejor panadero de Corea.
Es protagonizada por Yoon Shi Yoon, Eugene, Joo Won y Lee Young Ah. Obtuvo cuotas de audiencia de hasta 50,8 % de share, finalizando tras 30 episodios como una de las series más vistas en la historia de la televisión surcoreana, lanzando a la fama al actor Yoon Shi Yoon y posicionándose Pan, amor y sueños en el portal Naver, como lo más buscado durante 2010.

## Argumento
Kim Tak Gu es el hijo mayor de Gu Il Jong, el presidente de Geosung Foods Enterprise, una leyenda en la industria de la producción del pan. A pesar de que él es un panadero muy talentoso y parecía destinado a suceder a su padre como presidente, la de II Jong conspiró para robarle su herencia, por ser hijo de la amante de Il Jong, Mi Sun Kim. La determinación de Tak Gu de convertirse en el número uno en la industria de la panadería le impulsa a su desde el principio a pesar de las muchas pruebas que se enfrenta.

## Reparto

### Personajes principales
- Yoon Shi Yoon como Kim Tak Gu.
- Eugene (actriz) como Shin Yoo Kyung.
- Joo Won como Gu Ma Jun.
- Lee Young Ah como Yang Mi Sun.

### Personajes secundarios
Familia Gu
- Jun Kwang Ryul como Gu Il Jong.
- Jun In Hwa como Seo In Sook.
- Joo Won como Gu Ma Jun.
- Choi Ja Hye como Gu Ja Kyung.
- Choi Yoon Young como Gu Ja Rim.
  - Kim So Hyun como Ja-rim de joven.

Familia Yang
- Jang Hang Sun como Pal Bong.
- Park Sang-myun como Yang In-mok.
- Hwang Mi Sun como Oh Young Ja.

### Otros personajes
- Jung Sung Mo como Han Seung Jae.
- Park Sung Woong como Jo Jin Gu.
- Lee Han-wi como Heo Gap-soo.
- Jeon Mi Seon como Kim Mi Sun.
- Jung Hye Sun como Madam Hong.
- Kwon Yong Woon como Shin Bae.
- Park Yong Jin como Go Jae Bok.
- Kang Chul Sung.

## Banda sonora
1. "At The End Of The Day" - V.O.S
2. "Love You To Death" - KCM ft. Soul Drive
3. "That Person" - Lee Seung Chul
4. "The Only One" - Bada
5. "Hope Is A Dream That Doesn't Sleep" - Kyuhyun
6. "For Me" - Michelle Yu Jin
7. "Only You" - Yoon Shi Yoon
8. "Love Is" - Lee Young Ah
9. "My love" - Joo Won
10. "Now Go And See" - Code V

## Recepción

### Audiencia
| Ep. #    | Fecha de estreno         | Share        | Share        | Share       | Share       |
| Ep. #    | Fecha de estreno         | TNmS Ratings | TNmS Ratings | AGB Nielsen | AGB Nielsen |
| Ep. #    | Fecha de estreno         | Nacional     | Seúl         | Nacional    | Seúl        |
| -------- | ------------------------ | ------------ | ------------ | ----------- | ----------- |
| 1        | 9 de junio de 2010       | 15.7 %       | 16.3 %       | 14.2 %      | 13.8 %      |
| 2        | 10 de junio de 2010      | 16.9 %       | 18.4 %       | 14.45 %     | 14.55 %     |
| 3        | 16 de junio de 2010      | 28.5 %       | 29.1 %       | 26.4 %      | 28.3 %      |
| 4        | 17 de junio de 2010      | 25.3 %       | 26.4 %       | 24.2 %      | 26.3 %      |
| 5        | 23 de junio de 2010      | 28.5 %       | 28.6 %       | 27.1 %      | 28.4 %      |
| 6        | 24 de junio de 2010      | 32.2 %       | 32.5 %       | 31.1 %      | 31.8 %      |
| 7        | 30 de junio de 2010      | 33.4 %       | 33.6 %       | 31.0 %      | 32.2 %      |
| 8        | 1 de julio de 2010       | 35.8 %       | 35.9 %       | 31.6 %      | 30.8 %      |
| 9        | 7 de julio de 2010       | 38.1 %       | 38.6 %       | 33.4 %      | 34.7 %      |
| 10       | 8 de julio de 2010       | 34.5 %       | 34.9 %       | 33.0 %      | 33.8 %      |
| 11       | 14 de julio de 2010      | 35.9 %       | 35.2 %       | 34.1 %      | 34.0 %      |
| 12       | 15 de julio de 2010      | 36.9 %       | 36.1 %       | 35.3 %      | 35.2 %      |
| 13       | 21 de julio de 2010      | 38.5 %       | 37.7 %       | 37.3 %      | 37.0 %      |
| 14       | 22 de julio de 2010      | 38.4 %       | 36.5 %       | 37.9 %      | 38.2 %      |
| 15       | 28 de julio de 2010      | 39.7 %       | 39.2 %       | 36.6 %      | 35.7 %      |
| 16       | 29 de julio de 2010      | 39.9 %       | 38.6 %       | 37.9 %      | 38.1 %      |
| 17       | 4 de agosto de 2010      | 42.5 %       | 42.3 %       | 39.5 %      | 39.8 %      |
| 18       | 5 de agosto de 2010      | 44.6 %       | 44.0 %       | 40.5 %      | 40.2 %      |
| 19       | 11 de agosto de 2010     | 44.9 %       | 44.0 %       | 42.3 %      | 42.4 %      |
| 20       | 12 de agosto de 2010     | 44.6 %       | 43.8 %       | 42.6 %      | 43.9 %      |
| 21       | 18 de agosto de 2010     | 44.0 %       | 42.6 %       | 41.9 %      | 42.4 %      |
| 22       | 19 de agosto de 2010     | 43.7 %       | 43.9 %       | 42.3 %      | 41.9 %      |
| 23       | 25 de agosto de 2010     | 44.1 %       | 44.1 %       | 43.6 %      | 44.6 %      |
| 24       | 26 de agosto de 2010     | 44.7 %       | 44.2 %       | 41.9 %      | 41.9 %      |
| 25       | 1 de septiembre de 2010  | 45.8 %       | 44.9 %       | 44.0 %      | 44.4 %      |
| 26       | 2 de septiembre de 2010  | 48.4 %       | 47.2 %       | 45.0 %      | 46.1 %      |
| 27       | 8 de septiembre de 2010  | 47.5 %       | 47.0 %       | 43.3 %      | 43.2 %      |
| 28       | 9 de septiembre de 2010  | 48.2 %       | 46.4 %       | 44.7 %      | 46.1 %      |
| 29       | 15 de septiembre de 2010 | 46.5 %       | 45.5 %       | 45.3 %      | 44.2 %      |
| 30       | 16 de septiembre de 2010 | 50.8 %       | 49.7 %       | 49.3 %      | 48.3 %      |
| Promedio | Promedio                 | 38.6 %       | 38.2 %       | 36.4 %      | 36.7 %      |

## Premios y nominaciones
- 2010: 3rd Korea Drama Awards - Novato Masculino del Año (Yoon Shi Yoon)
- 2010: 3rd Korea Drama Awards - Premio Dirección Soap Opera (Lee Jung Sub)
- 2010: 3rd Korea Drama Awards - Premio Guionista Soap Opera (Kang Eun Kyung)
- 2010: Baeksang Art Awards - Premio Director (Lee Jung Sub)
- 2010: KBS Drama Awards - Premio Top a la Excelencia - Actriz (Jun In Hwa)
- 2010: KBS Drama Awards - Premio a la Excelencia, Miniserie - Actor (Yoon Shi Yoon)
- 2010: KBS Drama Awards - Premio a la Excelencia, Miniserie - Actriz (Eugene)
- 2010: KBS Drama Awards - Premio Mejor Actor de Reparto (Park Sang-myun)
- 2010: KBS Drama Awards - Premio Mejor Escritor (Kang Eun Kyung)
- 2010: KBS Drama Awards - Premio Mejor Joven Actor (Oh Jae Moo)
- 2010: KBS Drama Awards - Premio Mejor Pareja (Yoon Shi Yoon y Lee Young Ah)
- 2010: 18th Korean Culture and Entertainment Award - Acting Award for TV (Park Sang-myun)

## Emisión internacional
- China: CETV, Anhui TV y Zhejiang TV.
- Colombia: RCN Televisión.
- Ecuador: Ecuavisa.
- Estados Unidos: KBS America.
- El Salvador: TV Impacto canal 77, Usulután.
- Filipinas: GMA Network.
- Hong Kong: TVB, J2 y TVB Jade HD.
- Indonesia: Indosiar.
- Japón: Fuji TV, DATV y KNTV.
- Malasia: 8TV.
- Perú: Panamericana.
- Panamá: SERTV.
- Singapur: Channel U.
- Tailandia: Channel 3.
- Taiwán: GTV y Elta TV.
- Venezuela: Televen.
- Vietnam: HTV2, Phim hay y Giải Trí TV.
- Turquía: «Aşk Ekmek Hayaller» (2013).[7]
- Filipinas: «Baker King» (2015).